# Перший контакт (фантастика)

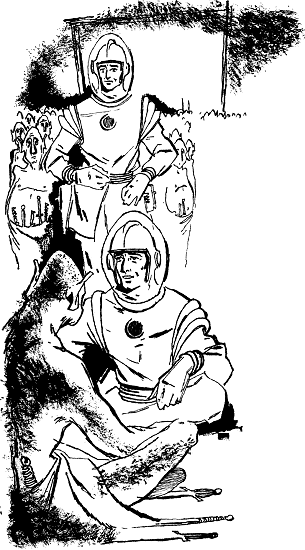
Можливий варіант контакту між людьми та чужинцями

«Перший контакт» — перша зустріч мешканців Землі з представниками позаземного розуму. Опис подібної зустрічі та її наслідків часто зустрічається у науковій фантастиці.
Вважається, що термін був вперше впроваджений американським письменником-фантастом М. Лейнстером в розповіді «Перший контакт» (англ. First Contact, 1945). При цьому сама тема першого контакту з позаземною цивілізацією використовувалась фантастами й раніше — наприклад, у романах Герберта Уеллса «Війна світів» (1898) та «Перші люди на Місяці» (1901).

## Застосування терміна
В радянській фантастиці одним з перших до цієї теми звернувся Іван Єфремов, який у своїй повісті «Серце Змії» (1958) вступив у пряму полеміку з розповіддю Лейнстера. У розповіді американського письменника земний та позаземний космічні кораблі, зустрівшись в космосі, мало не знищують один одного. Подібний розвиток подій відбувається у всесвіті «Вавилону 5», відомий як війна «Земля — Мінбар». З точки зору Єфремова, контакт цивілізацій, достатньо розвинутих для того, щоб вийти в космос, не може призвести до збройного конфлікту між ними.
З часом тема першого контакту стала настільки розповсюдженою у фантастиці, що мало хто з письменників-фантастів обійшов її у своїй творчості. Ситуація «першого контакту» досліджується у творах І. Єфремова («Серце Змії», «Туманність Андромеди», «Час Бика»), братів Стругацьких («Зовні», «Малюк», «Пікнік на узбіччі»), Г. Мартинова («Калісто», «Спіраль часу»), С. Лема («Соляріс», «Фіаско»), А. Кларка («Космічна Одіссея»), К. Сагана («Контакт») та багатьох інших письменників.

## Обставини
Обставини контакту у різних авторів при цьому досить різноманітні. Земляни можуть зустрітися з іншою цивілізацією:
- в космосі (як у згаданих класичних творах М. Лейнстера та І. Єфремова)
  - один з варіантів — контакт з розумними машинами[2] чужинців.
- прийшовши на планету («Час Бика» І. Єфремова) в іншій зоряній системі
- при відвідуванні Землі представниками більш розвинутої позапланетної цивілізації («Калісто» Г. Мартинова)
- у деяких творах розповідається про контакт між космічними прибульцями та мешканцями Землі у далекому минулому (див. Палеоконтакт).

## Наслідки

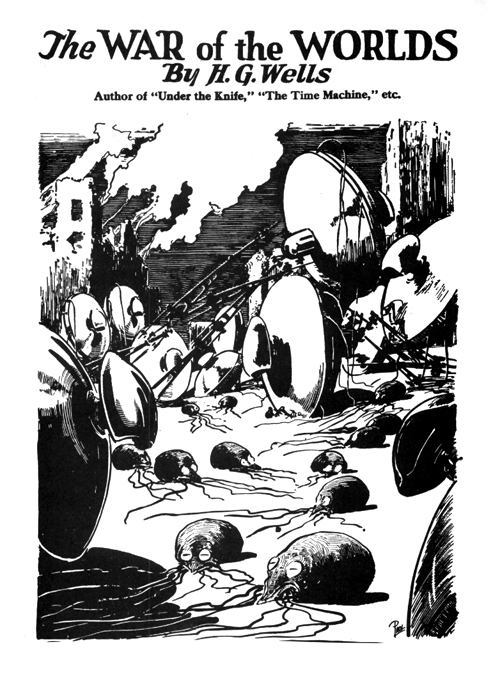
Герберт Уеллс, «Війна світів»

Наслідки контакту також можуть бути дуже різними — від повного (наприклад, в «Солярисі» С. Лема) та часткового («Малюк» Стругацьких) взаємного нерозуміння або збройного конфлікту, який може дійти до знищення однієї з цивілізацій («Арена» Ф. Брауна), або до дружнього союзу та взаємовигідної кооперації (твори І. Єфремова та Г. Мартинова).

## Кінематограф
Ситуація першого контакту багаторазово зустрічається й у фантастичному кінематографі. Цій темі присвячений класичний фільм С. Спілберга «Близькі контакти третього ступеня» (1977). Перші контакти землян з позапланетними цивілізаціями неодноразово описані у серіалах «Зоряний шлях», «Зоряна Брама», «Вавилон 5», «Андромеда» та інших. В гумористичному сенсі ситуація контакту зображується у радянському мультфільмі «Контакт».

## Офіційна позиція
В кінці вересня 2010 року в ООН ввели нову посаду — відповідальний за перший контакт з позаземними цивілізаціями. Цю посаду зайняла Мазлан Отман, яка є астрофізиком, за походженням — з Малайзії. Посада була введена у зв'язку з останніми дослідженнями, які прогнозують, що зустріч із чужопланетянами стає все більш вірогідною.